# Ђерачи Сикуло
Ђерачи Сикуло (итал. Geraci Siculo) је насеље у Италији у округу Палермо, региону Сицилија.
Према процени из 2011. у насељу је живело 1815 становника. Насеље се налази на надморској висини од 1061 м.

## Становништво
| 1931. | 1936. | 1951. | 1961. | 1971. | 1981. | 1991. | 2001. | 2011. |
| ----- | ----- | ----- | ----- | ----- | ----- | ----- | ----- | ----- |
| 3.532 | 3.737 | 3.784 | 3.629 | 2.919 | 2.550 | 2.282 | 2.105 | 1.925 |